# Граматична категорія
Грамати́чна катего́рія (від грец. κατηγορία — судження, визначення) — це найзагальніше поняття, що об'єднує ряд співвідносних граматичних значень і виражене в певній системі співвідносних граматичних форм.
Поняття граматичної категорії ґрунтується на розумінні об'єктивно існуючих взаємозв'язків між мовними системами і підсистемами. Граматична категорія є поняттям родовим щодо цілого ряду однорідних граматичних значень. Дієслівна категорія особи, наприклад, об'єднує ряд співвідносних граматичних значень, що виявляються у відповідних граматичних формах 1-ї, 2-ї, 3-ї особи; в категорії відмінка іменників узагальнюється вся різноманітність значень семи відмінків і система відмінкових форм.

## Категорії
За абеткою
- Відмінок
- Дієвідміна
- Рід (мовознавство)
  - Жіночий рід
  - Середній рід
  - Чоловічий рід
- Стан (мовознавство)
- Число (мовознавство)
  - Двоїна
  - Троїна
  - Множина (мовознавство)
  - Однина